# Counter (Spielmarke)

Verschiedene Counter

Counter (englisch für Zähler) (auch Spielmarke, Spielplättchen oder Marker) ist ein Begriff zur Bezeichnung von kleinen, meist aus Pappe bestehenden Spielsteinen für Brettspiele. Sie werden vornehmlich in Konfliktsimulationsspielen zum Anzeigen von militärischen Einheiten, Ereignissen oder Schäden verwendet, finden aber auch in anderen Brettspielen Anwendung.
Counter sind ein- oder beidseitig bedruckte Pappplättchen, die häufig nicht größer als 1 cm × 1 cm sind. Sie sind meistens quadratisch, es kommen aber auch rechteckige, runde oder sechseckige Formen vor. Auf den Countern stehen abstrakte Spielwerte in Form von Zahlen, Symbolen oder einzelnen Wörtern. In vielen Konfliktsimulations-Spielen werden Counter zur Anzeige von Truppenstärken, Fähigkeiten oder Schadensereignissen verwendet. Sie lassen sich stapeln und ermöglichen es dadurch, verschiedene Einheiten miteinander zu kombinieren oder ihnen durch zusätzliche Counter veränderte Eigenschaften zuzuweisen. Ein Stapel mit Countern lässt sich auf dem Spielbrett genauso einfach verschieben wie ein einzelner Counter. Dies ist ein wesentlicher Vorteil gegenüber anderen Formen von Spielfiguren, wie beispielsweise Pöppeln.
Die erste Verwendung von Countern wird dem englischen Brettspiel War Tactics, or Can Great Britain be Invaded? von 1915 zugeschrieben. Aber erst durch Tactics von Avalon Hill aus dem Jahre 1958 haben sie eine weite Verbreitung gefunden.